# Kuno II z Falkensteinu
Kuno (Konrad) II z Falkensteinu (ur. ok. 1320, zm. 21 maja 1388 na zamku Maus) – zarządca arcybiskupstwa Moguncji 1348–1354, arcybiskup Trewiru i książę-elektor Rzeszy 1362–1388, administrator arcybiskupstwa Kolonii 1363–1371.

## Życiorys

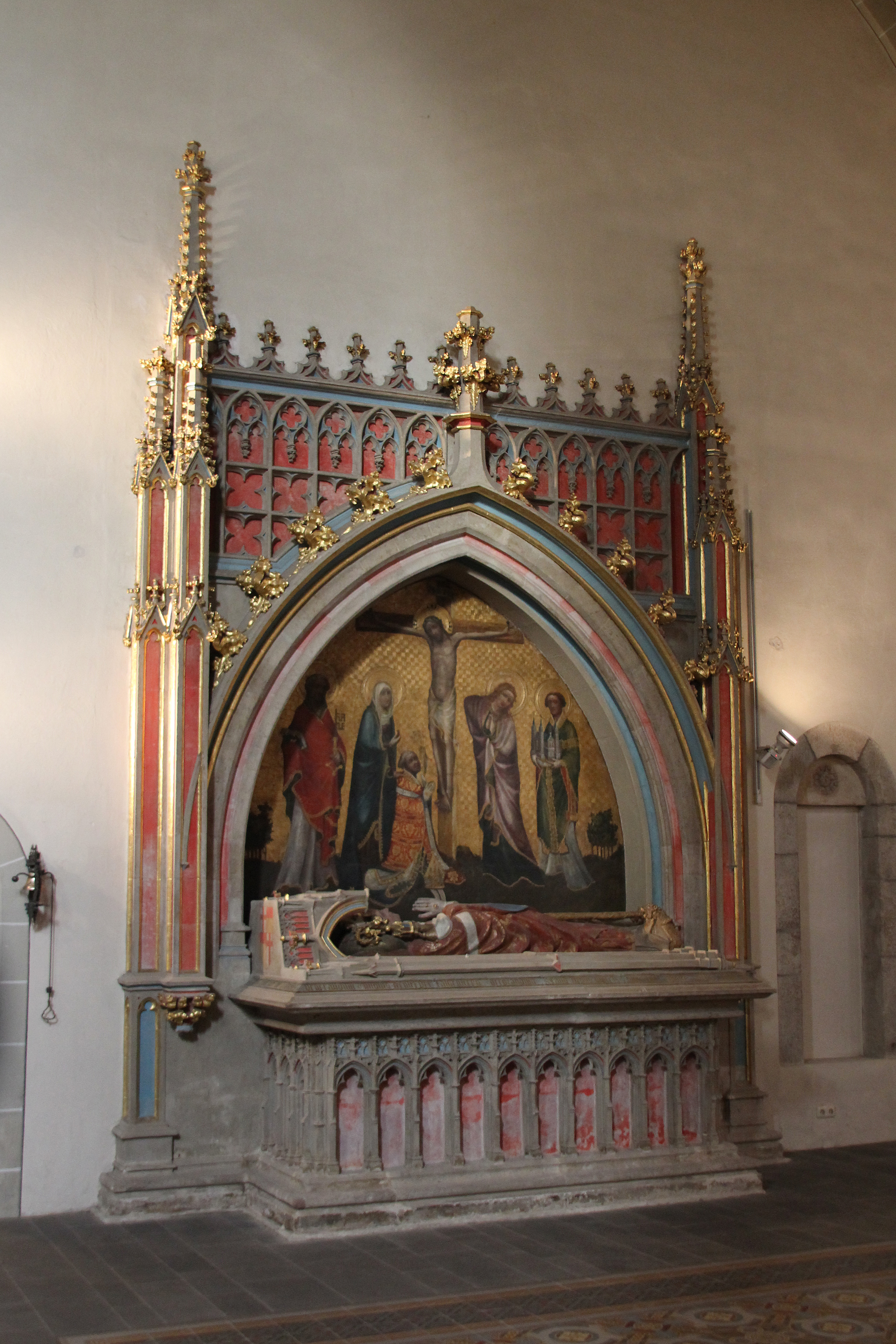
Nagrobek Kuna II z Falkensteinu w bazylice św. Kastora w Koblencji

Kuno pochodził z możnej rodziny posiadającej dobra na terenie Palatynatu i na drugim brzegu Renu. Jego ojcem był Kuno z Falkensteinu i Münzenbergu, a matką Joanna z hrabiów Saarwerden. Jako młodszy syn został przeznaczony do kariery duchownej, którą rozpoczął w Moguncji. Był bliskim współpracownikiem tutejszego arcybiskupa Henryka z Virneburga – zarządzał archidiecezją, a od 1348 był prepozytem kapituły katedralnej. Po stronie Henryka walczył z powodzeniem przeciwko jego konkurentowi, Gerlachowi z Nassau. Po śmierci Henryka podporządkował się Gerlachowi.
Na jego zdolności polityczne, organizacyjne i finansowe zwrócił uwagę arcybiskup Trewiru Boemund z Saarbrücken, który w 1360 powołał go na koadiutora. W 1362 Kuno po rezygnacji Boemunda zajął opróżniony tron arcybiskupi (sakrę otrzymał jesienią tego roku). W 1363 na polecenie papieskie został także administratorem arcybiskupstwa Kolonii sprawując tam faktyczne rządy; w 1366 otrzymał tam funkcję koadiutora. Po śmierci arcybiskupa Kolonii Engelberta z Mark w 1368 odrzucił propozycję zajęcia jego miejsca, jednak do 1371 sprawował faktyczne rządy w Kolonii i zapewnił wybór na kolejnego arcybiskupa swojego krewnego Fryderyka z Saarwerden. Po śmierci Gerlacha z Nassau w 1371 przejął także na pewien czas administrację arcybiskupstwa Moguncji, gdzie również odmówił przyjęcia godności arcybiskupiej.
W 1354 porozumiał się z królem (a wkrótce cesarzem) Karolem IV Luksemburskim i odtąd był jego bliskim współpracownikiem. Szczególnie przysłużył się cesarzowi w 1376 pomagając przeprowadzić wybór na króla Niemiec syna Karola, Wacława. Zarządzając księstwem biskupim w Trewirze dbał o jego kondycję finansową, poszerzał jego granice, podporządkował sobie arystokrację i miasta (m.in. Trewir i Andernach). Dbał o interesy rodziny. Ustępując z funkcji arcybiskupa Trewiru po uzyskaniu zgody papieskiej w styczniu 1388 zapewnił wybór na swego następcę swojego krewnego (syna bratanka) Wernera. Zmarł kilka miesięcy później.